# Rue Pierre-Semard (Grenoble)
La rue Pierre-Semard est une voie publique de la commune française de Grenoble. Située en partie dans le  quartier Chorier-Berriat et dans le quartier Europole, elle est une artère importante de ce dernier car la voie qui est orientée selon un axe nord-est - sud-ouest, longe ainsi le plus gros quartier d'affaires de l'agglomération de Grenoble.

## Situation et accès

### Situation
La rue Pierre-Semard débute au Cours Berriat, au niveau du pont du chemin de fer et se termine rue Félix Esclangon, au niveau du n°53, non loin du complexe scientifique grenoblois Minatec.
Selon les références toponymiques fournies par le site Géoportail de l'Institut géographique national, la place Firmin-Gautier se situe approximativement en milieu de du parcours de la rue Pierre-Semard, la reliant ainsi à la rue du Vercors qui permet de rejoindre directement une bretelle d'accès à l'autoroute A480 menant à Lyon. La rue Pierre-Sémard est proche de la gare de Grenoble dont elle est séparée par la place Robert-Schuman.

### Accès
Cette voie est essentiellement desservie par la ligne B du réseau de tramway de l'agglomération grenobloise avec une station : Palais de Justice, située face au palais de Justice de Grenoble, entre la place Firmin-Gautier et la place Robert-Schuman.  Cette rue est également desservie par la ligne de bus chrono C5 qui relie le palais de Justice de Grenoble à la ville de Saint-Martin d'Hères.

## Origine du nom
Cette voie porte le nom de Pierre Semard, un syndicaliste français, secrétaire général de la Fédération des cheminots (CGT)  et dirigeant du Parti communiste français

## Historique

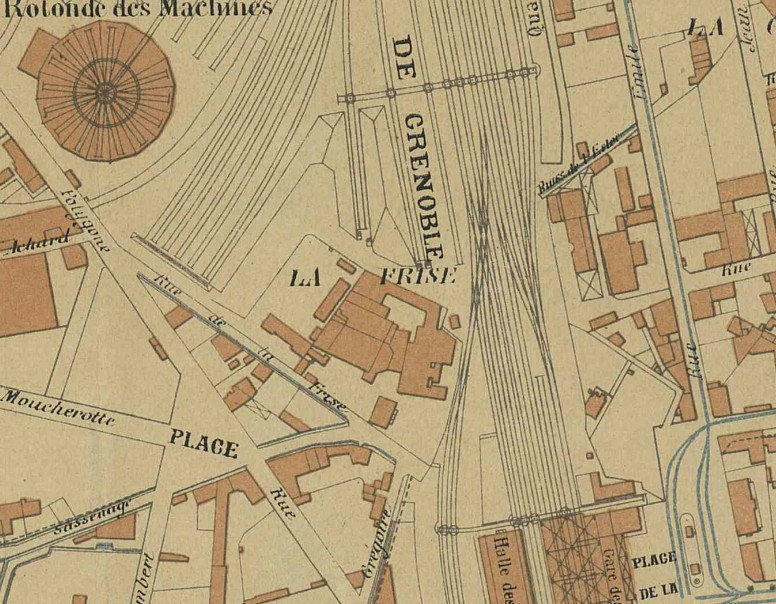
Plan du quartier de la Frise en 1902

Cette rue se dénommait autrefois, la rue du Polygone car elle menait au polygone d'artillerie qui était une zone militaire. Celui-ci avait pris la place d'un parc paysager nommé le parc Randon, créé au milieu du XIXe siècle. 
La rue fut ensuite rebaptisée en l'honneur de Pierre Semard, ancien cheminot et syndicaliste, fusillé par les troupes d'occupation de l'armée allemande, le 7 mars 1942.
Durant les années 1990, le maire de la ville Alain Carignon décide de lancer le projet Europole, un nouveau quartier d'affaires qui comprend notamment le World Trade center et l'école de management. Les terrains qui constitue actuellement le triangle du quartier Europole étaient occupés jusqu'à la fin des années 1980 par la gare de triage de la SNCF, des bâtiments du Sernam), une usine à gaz et quelques petites manufactures dont notamment l'ancienne brasserie de la Frise située entre l'ancienne rue de la Frise et l'ancienne avenue du Polygone.

## Établissements publics et privés

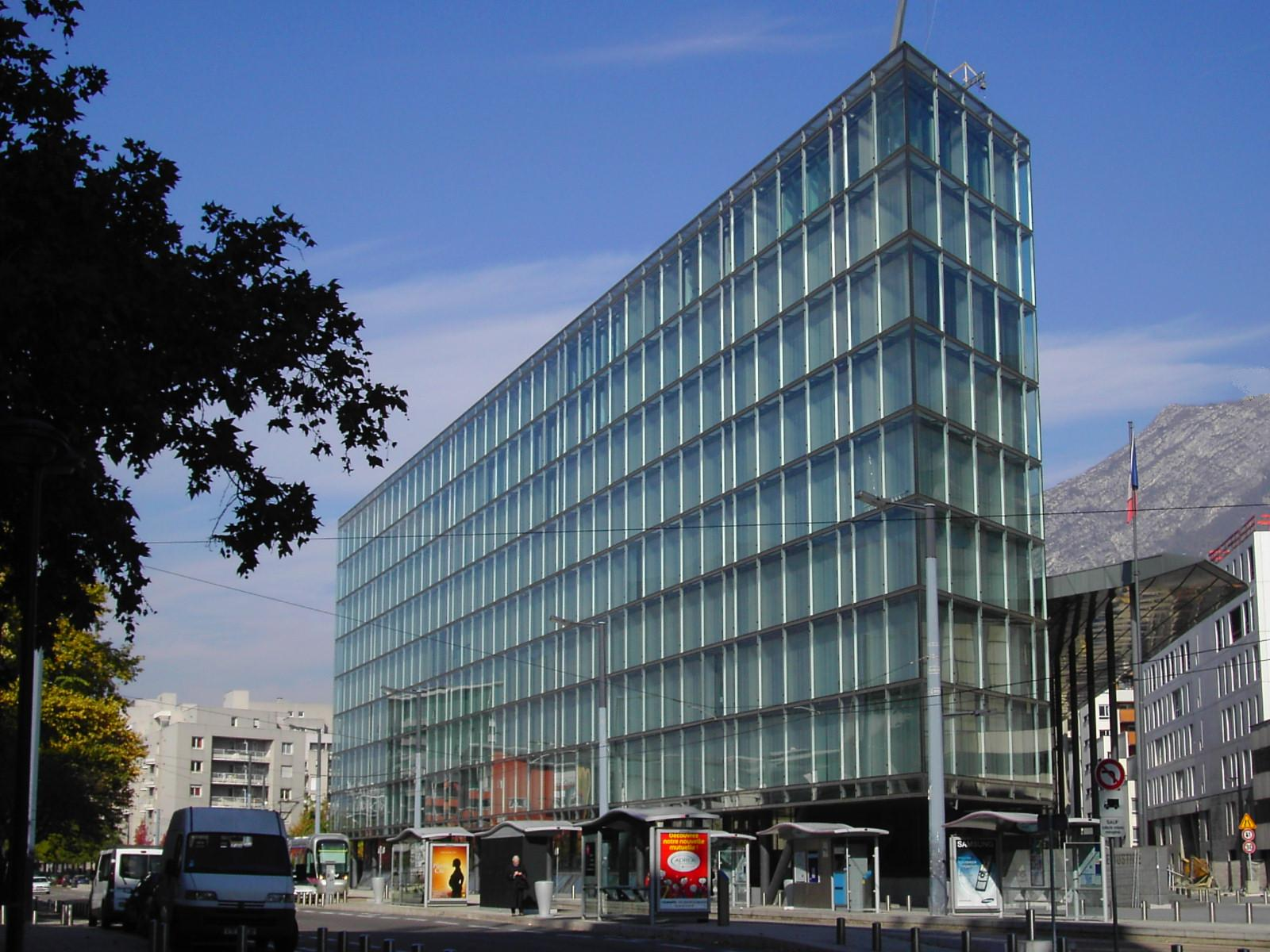
Palais de justice de Grenoble

- Le Palais de Justice de Grenoble qui se présente sous la forme d'un bâtiment de huit étages, achevé en 2002. Sa façade entièrement vitrée, tournée en direction de la place Firmin Gauthier, longe en partie la rue Pierre-Semard, a été conçu par l'architecte Claude Vasconi[5]. Le Palais de Justice regroupe le tribunal de commerce, le conseil de prud'hommes, le tribunal d'Instance, le tribunal de grande instance ainsi que la cour d'Appel qui concerne également les départements de la Drôme et des Hautes-Alpes[6].
- La Grenoble École de management (GEM) est situé au n°12 de la rue. Il s'agit d'un établissement consulaire de la chambre de commerce et d'industrie de Grenoble qui en est toujours actionnaire majoritaire en 2021[7].
- La Maison des avocats est située au n°45 de la rue, en face du palais de justice de Grenoble[8].
- Un groupe d'immeubles entièrement constitué de briques rouges et agrémenté d'espaces verts, a été édifié de l'autre côté de la rue, face au nouveau quartier et au palais de justice. cet ensemble apporte une touche architecturale particulière qui est l'objet d'un article de fond dans Le Dauphiné libéré en tant qu'immeuble remarquable[9].
- Le Carré des Arts est un ensemble d'immeubles réalisé par un cabinet d'architecte local en association avec Christian de Portzamparc[10]. Il a également fait l'objet d'un article de fond dans Le Dauphiné libéré en tant qu'immeuble remarquable[11].
- Le World Trade Center Grenoble, bien qui situé place Robert Schumann présente une façade sur la rue Pierre Semard.